# Вал ди Ранко (Перуђа)
Вал ди Ранко је насеље у Италији у округу Перуђа, региону Умбрија.
Према процени из 2011. у насељу је живело 4 становника. Насеље се налази на надморској висини од 1098 м.